# Daisy Ridley
Daisy Jazz Isobel Ridley (Londres, Inglaterra, 10 de abril de 1992)es una actriz británica. Saltó a la fama por su papel de Rey en la trilogía secuela de Star Wars: El despertar de la Fuerza (2015), Los últimos Jedi (2017) y El ascenso de Skywalker (2019).
También apareció en la película de misterio Murder on the Orient Express (2017), interpretó al personaje principal del drama romántico Ophelia (2018) y ha actuado de voz ocasionalmente, como la película animada/de acción real Peter Rabbit (2018) y videojuegos, incluidos Twelve Minutes.

## Primeros años de vida y educación
Daisy Jazz Isobel Ridley nació el 10 de abril de 1992 en el distrito londinense de Westminster, y creció en Maida Vale. Es la menor de las tres hijas de Christopher Ridley, fotógrafo, y Louise (de soltera Fawkner-Corbett), que trabaja en comunicaciones internas para un banco. Tiene dos hermanas mayores, Kika Rose y Poppy Sophia, así como dos medias hermanas mayores. La familia de su madre, los Fawkner-Corbett, eran nobles terratenientes con antecedentes militares y médicos. Su tío abuelo paterno, Arnold Ridley, también sirvió en el ejército. Por separado forjó una carrera como dramaturgo y actor (y es mejor recordado por interpretar al soldado Godfrey en la comedia de situación Dad's Army). El hermano de Arnold Ridley, el abuelo de Daisy, John Harry Dunn Ridley, OBE, fue jefe de la Secretaría de Ingeniería en la BBC de 1950 a 1965.
Ridley ha declarado que mientras crecía, su película favorita era Matilda (1996), refiriéndose al personaje titular (interpretada por Mara Wilson) como modelo a seguir. Si bien no era una fan particularmente fuerte de Star Wars cuando era joven, siguió con dedicación la serie Harry Potter.
Ridley ganó una beca para la Tring Park School for the Performing Arts en Hertfordshire, a la que asistió desde los 9 hasta los 18 años. Luego estudió civilización clásica en Birkbeck, Universidad de Londres, antes de abandonar para concentrarse en su carrera como actriz. Antes de participar en Star Wars: The Force Awakens, Ridley trabajó durante casi dos años como camarera en dos pubs diferentes de Londres. En 2016, comenzó a estudiar una Licenciatura en Artes en ciencias sociales a través de cursos en línea con la Universidad Abierta.

## Carrera profesional

### 2013-2015: Comienzos y avance deStar Wars
Ridley comenzó su carrera con papeles menores en los programas de televisión Youngers, Toast of London, Silent Witness, Mr Selfridge y Casualty. Apareció en el cortometraje Blue Season, que participó en el Sci-Fi-London 48-Hour Film Challenge. Ridley interpretó el papel principal en la tercera película de Lifesaver, una película interactiva que fue nominada a un premio BAFTA. También apareció en el video musical de la canción de Wiley «Lights On», interpretando el personaje de Kim. Ridley hizo su debut cinematográfico en la película de terror independiente británica de 2015 Scrawl, después de que sus escenas de la película de comedia británica The Inbetweeners 2 fueran eliminadas en el corte final.

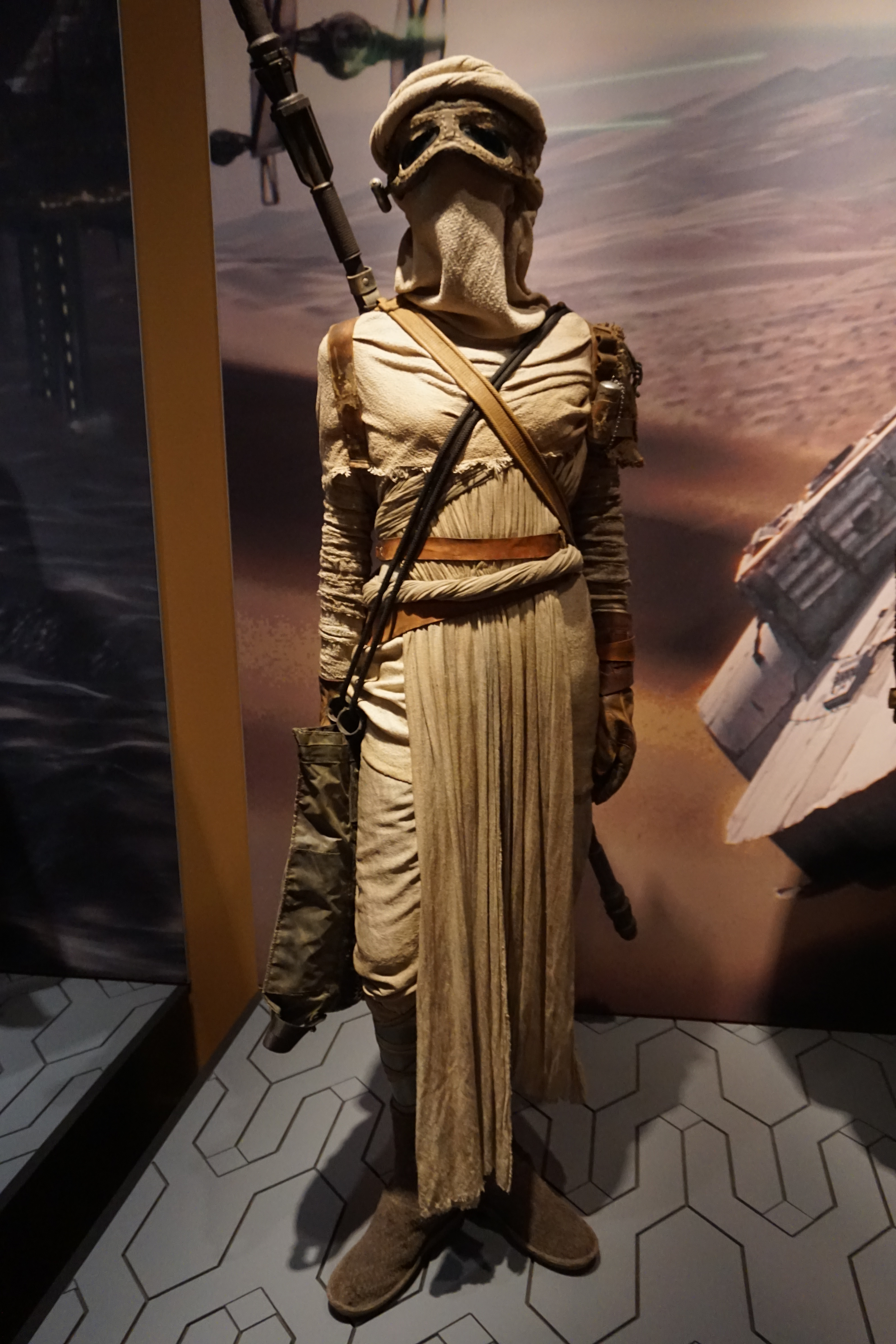
Traje de Ridley de Star Wars: The Force Awakens, en exhibición en el Instituto de Artes de Detroit.

En abril de 2014, se anunció el casting de Ridley como Rey, uno de los personajes principales de Star Wars: The Force Awakens. Fue elegida para la película en febrero de 2014. En el momento de su casting ella era, según Rolling Stone, una «total desconocida». Su elección por parte del director J. J. Abrams fue visto como una repetición del movimiento de George Lucas de elegir a actores relativamente desconocidos para los papeles principales en la primera película de Star Wars en 1977.
Ridley comenzó a filmar sus escenas en mayo de 2014 en Pinewood Studios en Buckinghamshire, y antes del estreno de la película en diciembre de 2015, apareció en el lanzamiento de un conjunto de sellos postales de Star Wars emitidos por el servicio postal del Reino Unido Royal Mail, con su personaje Rey en un sello junto con el droide BB-8. Con ingresos internacionales de más de $2 billones, The Force Awakens fue un gran éxito de taquilla y la película más taquillera de 2015. Su actuación recibió elogios de la crítica, con Richard Roeper describiendo su interpretación como «una actuación destacada» y agregando «[Harrison] Ford tiene una excelente química de figura paterna [compartida] con Ridley y [John] Boyega».

### 2016-presente: Carrera continua
Ridley se convirtió en la productora ejecutiva del documental The Eagle Huntress en enero de 2016, que se estrenó en el Festival de Cine de Sundance el 24 de enero de 2016; también grabó la narración para el estreno general de la película. Ridley fue una de varios actores que aparecieron en el álbum de 2016 de Barbra Streisand Encore: Movie Partners Sing Broadway. Junto con Anne Hathaway, Ridley y Streisand interpretan la canción «At the Ballet» de A Chorus Line, con Ridley interpretando el papel de Bebe, uno de un trío de bailarines que esperan participar en un próximo espectáculo.
En 2017, Ridley interpretó a Mary Debenham en Murder on the Orient Express, una adaptación de la novela de detectives del mismo nombre de Agatha Christie. Dirigida y protagonizada por Kenneth Branagh, la producción comenzó en Londres en noviembre de 2016. También repitió su papel de Rey, junto a Mark Hamill como Luke Skywalker, en Star Wars: The Last Jedi, que se estrenó en diciembre de 2017.
En enero de 2018, Ridley protagonizó el papel titular en Ophelia, una reinvención de la historia de Hamlet, junto a Naomi Watts y Clive Owen. El proyecto se filmó de abril a julio de 2017 y se estrenó en el Festival de Cine de Sundance de 2018. En febrero de 2018, Ridley interpretó el papel de Cottontail en Peter Rabbit, una adaptación de los cuentos infantiles del mismo nombre de Beatrix Potter.
En diciembre de 2019, Ridley apareció como Rey en Star Wars: The Rise of Skywalker, la última película de la trilogía secuela. Inicialmente dijo que no volvería a interpretar su papel después de esta película, y se la cita diciendo: «No creo que nada pueda superar [The Rise of Skywalker] para este personaje». Sin embargo, muestra interés en regresar como el personaje si es necesario, diciendo «[...] Nunca digas nunca. Siempre estoy abierta a una nueva visita. Pero también lo hermoso es que es este universo maravilloso y enorme con todos estos historias que aún no se han contado. Creo que hay muchas cosas geniales por hacer antes de cualquier posible revisión». También vio algo de verdad en la afirmación de su coprotagonista Boyega de que se sentiría celosa si las películas posteriores se hicieran con otra persona interpretando a Rey.
En 2021, Ridley coprotagonizó la película Chaos Walking, una adaptación de la novela para adultos jóvenes de Patrick Ness. Interpretó a Viola Eade, junto a Tom Holland, quien interpretó a Todd Hewitt. La película se estrenó el 5 de marzo de 2021. La película se había retrasado ocasionalmente debido a las malas proyecciones de prueba que siguieron a los nuevos rodajes de la película y más tarde debido a la pandemia de COVID-19. Recibió críticas negativas y fue un fracaso de taquilla.
Prestó su voz al misterioso videojuego de apuntar y hacer clic Twelve Minutes, junto a James McAvoy Y Willem Dafoe. El juego recibió críticas positivas, y la crítica elogió la actuación de Ridley. También hizo una aparición sorpresa en la película de 2022 de Judd Apatow, The Bubble, como Kate, una IA. La película recibió críticas negativas.

#### Próximos proyectos
Ridley comenzó a filmar el papel principal en The Marsh King's Daughter en Ontario, Canadá, el 7 de junio de 2021. La filmación finalizó el 6 de agosto de 2021. Ha firmado para una película de suspense y misterio de ciencia ficción llamada Mind Fall con Mathieu Kassovitz como director, y actualmente está filmando una película biográfica para Disney+ titulada Young Woman and the Sea en el papel de Gertrude Ederle. En 2021-2022, filmó una película independiente titulada Sometimes I Think About Dying en Astoria, Oregón, con Rachel Lambert como directora y Ridley, además, como productora principal por primera vez en el proyecto. Interpreta la voz de un personaje en la película animada francesa en stop motion The Inventor, que se estrenó en 2023.
En mayo de 2022, se anunció que Ridley protagonizaría Magpie, un thriller de cine negro contemporáneo escrito por su compañero Tom Bateman, basado en la idea de la historia original de Ridley, que será dirigida por Sam Yates. Ridley, Bateman y Kate Solomon de 55 Films actúan como productores de Magpie y describen la película como un «thriller hitchcockiano que llevará al público a un viaje genuino». El rodaje comenzó en Londres en enero de 2023.
El 7 de abril de 2023, se reveló en Star Wars Celebration que Ridley volvería a interpretar su papel de Rey en una próxima película de Star Wars sin título dirigida por Sharmeen Obaid-Chinoy con Ridley apareciendo en el escenario.

## Vida personal

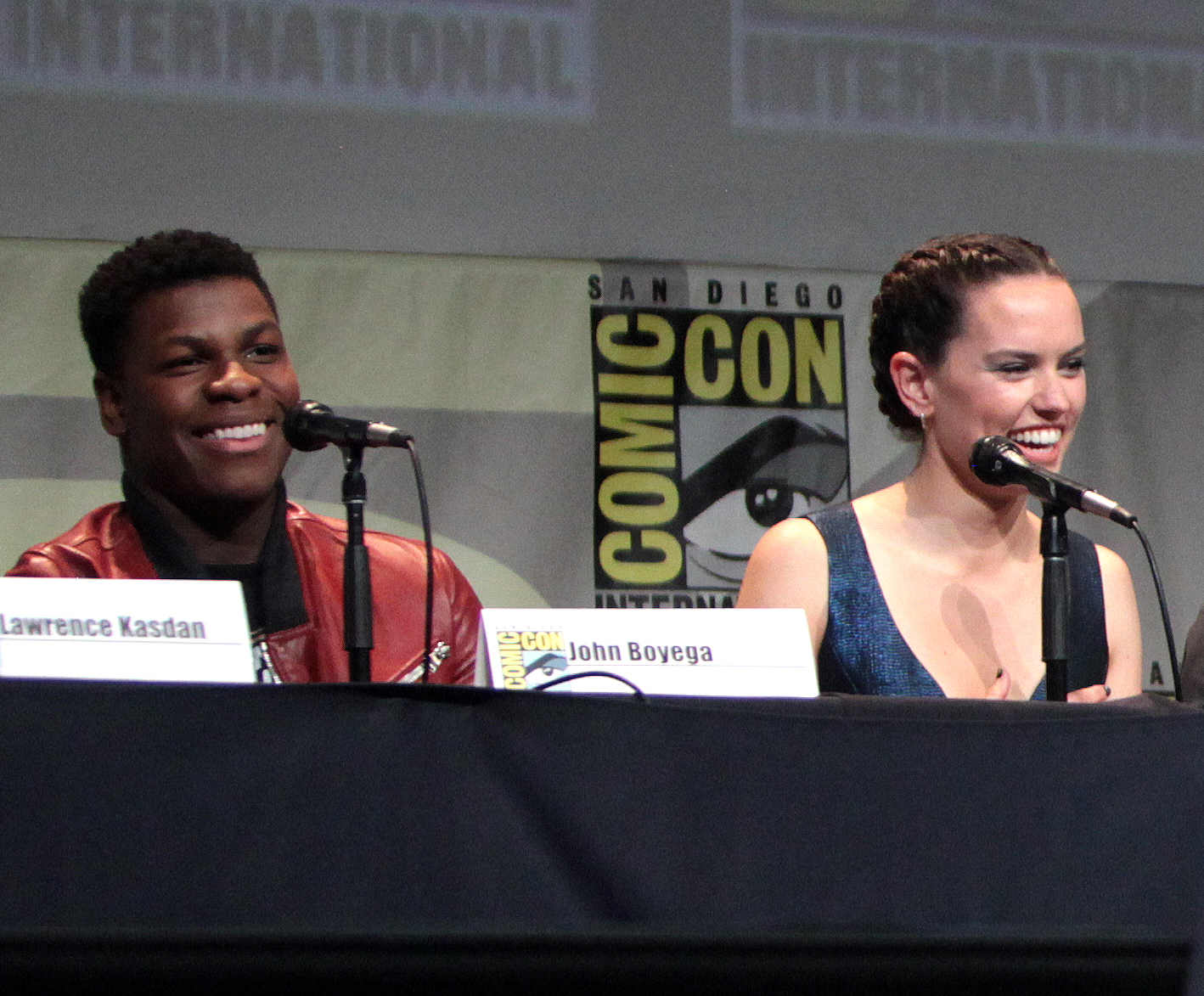
John Boyega y Daisy Ridley hablan sobre "Star Wars: El despertar de la fuerza" en la Comic Con de 2015 en San Diego

Ridley reside en Primrose Hill, Londres. Desde 2017, ha estado en una relación con el actor Tom Bateman, a quien conoció en el set de Murder on the Orient Express. En enero de 2023, durante el Festival de Cine de Sundance, Ridley confirmó que ella y Bateman se habían casado.
En 2016, Ridley reveló que le habían diagnosticado endometriosis y síndrome de ovario poliquístico a los 15 años, lo que la obligó a someterse a múltiples procedimientos de cirugía laparoscópica. Ella afirma que su condición la dejó con poca confianza en sí misma debido al acné que siguió.

### Presencia en redes sociales
Después de los Teen Choice Awards de 2016, que rindieron homenaje a las víctimas de la violencia armada, Ridley publicó en Instagram y Facebook un mensaje contra la violencia armada. Su publicación provocó una reacción violenta del público, y los críticos acusaron a Ridley de hipocresía en referencia a la violencia representada en sus películas de Star Wars. Debido a esto, eliminó sus cuentas de redes sociales, pero regresó brevemente a Instagram, alegando que el motivo de la eliminación era porque tenía «unos meses ocupados por delante [y] quería menos distracciones». Ella reiteró esta declaración en 2017 y dijo que las redes sociales son «altamente dañinas para la salud mental de las personas», incluida la suya. Ridley comentó más sobre el tema en una entrevista de 2019, y prometió no volver nunca a las redes sociales. Ella dijo:

«Honestamente, creo que ahora con las redes sociales y esas cosas [...] es genial tener libertad de expresión, pero siento que la gente piensa que las opiniones tienen mucho peso [...] Realmente no creo que las malas vibraciones deban brillar sobre ellos. [...] Es peligroso. [...] En ese sentido, es genial que las personas que se encuentran en situaciones graves y extremas puedan comunicarse, pero en su mayor parte pienso: no, no, no».

El 4 de abril de 2022, Ridley volvió a Instagram nuevamente después de seis años de estar fuera de la plataforma. En su primera publicación, se la ve bebiendo té y cuidando de sí misma «refrescada, recargada y lista para lo que llamo mi 'Año del Sí'». Ridley fue recibida nuevamente en Instagram por su coprotagonista de Orient Express, Leslie Odom Jr., y el actor de Chewbacca, Joonas Suotamo.

## Filmografía

### Cine
| Cine                         | Cine                                                | Cine                                  | Cine               | Cine | Cine                     |    |              |
| Año                          | Título original                                     | Rol                                   | Director           |      |                          |    |              |
| ---------------------------- | --------------------------------------------------- | ------------------------------------- | ------------------ | ---- | ------------------------ | -- | ------------ |
| Año                          | Título original                                     | Rol                                   | Director           | 2013 | Lifesaver (Cortometraje) | Jo | Martin Percy |
| Blue Season (Cortometraje)   | Sarah                                               | Georgina Higgins, Lee Jones           |                    | 2013 |                          |    |              |
| 100% BEEF (Cortometraje)     | Chica                                               | Mike Batecko                          |                    | 2013 |                          |    |              |
| Crossed Wires (Cortometraje) | Her                                                 | Eric Kole                             |                    | 2013 |                          |    |              |
| 2014                         | Under (Cortometraje)                                | Waitress                              | Dean Loxton        |      |                          |    |              |
| 2015                         | Scrawl                                              | Hannah                                | Peter Hearn        |      |                          |    |              |
| 2015                         | Star Wars: Episodio VII - El despertar de la Fuerza | Rey                                   | J.J. Abrams        |      |                          |    |              |
| 2016                         | Only Yesterday                                      | Taeko Okajima (Voz/Doblaje en inglés) | Isao Takahata      |      |                          |    |              |
| 2016                         | The Eagle Huntress (Documental)                     | Narradora                             | Otto Bell          |      |                          |    |              |
| 2017                         | Murder on the Orient Express                        | Mary Debenham                         | Kenneth Branagh    |      |                          |    |              |
| 2017                         | Star Wars: Episodio VIII - Los últimos Jedi         | Rey                                   | Rian Johnson       |      |                          |    |              |
| 2018                         | Ophelia                                             | Ophelia                               | Claire McCarthy    |      |                          |    |              |
| 2018                         | Peter Rabbit                                        | Cottontail (Voz)                      | Will Gluck         |      |                          |    |              |
| 2019                         | Star Wars: Episodio IX - El ascenso de Skywalker    | Rey                                   | J.J. Abrams        |      |                          |    |              |
| 2020                         | Asteroid Hunters (Documental)                       | Narrador                              | W.D. Hogan         |      |                          |    |              |
| 2021                         | Chaos Walking                                       | Viola Eade                            | Doug Liman         |      |                          |    |              |
| 2022                         | La burbuja                                          | Kate                                  | Judd Apatow        |      |                          |    |              |
| 2023                         | Sometimes I Think About Dying                       | Fran                                  | También productora |      |                          |    |              |
| 2023                         | The Inventor                                        | Marguerite (Voz)                      | Jim Capobianco     |      |                          |    |              |
| 2023                         | The Marsh King's Daughter                           | Helena Pelletier                      | Neil Burger        |      |                          |    |              |
| 2023                         | Young Woman and the Sea                             | Gertrude Ederle                       | Joachim Rønning    |      |                          |    |              |
| (Fuente: IMDb.com)           |                                                     |                                       |                    |      |                          |    |              |
|                              |                                                     |                                       |                    |      |                          |    |              |

### Televisión
| Televisión         | Televisión                   | Televisión                                                      | Televisión                  | Televisión | Televisión |                  |                                                                             |
| Año                | Título original              | Rol                                                             | País / Canal / Tipo         |            |            |                  |                                                                             |
| ------------------ | ---------------------------- | --------------------------------------------------------------- | --------------------------- | ---------- | ---------- | ---------------- | --------------------------------------------------------------------------- |
| Año                | Título original              | Rol                                                             | País / Canal / Tipo         | 2013       | Casualty   | Fran Bedingfield | Serie de TV - Temporada 27, episodio 28: «And the Walls Come Tumbling Down» |
| Youngers           | Jessie                       | Serie de TV - Temporada 1, episodio 5: «A to B and the Apology» |                             | 2013       |            |                  |                                                                             |
| Toast of London    | Charlotte                    | Serie de TV - Episodio: «Vanity Project»                        |                             | 2013       |            |                  |                                                                             |
| 2014               | Silent Witness               | Hannah Kennedy                                                  | Serie de TV - 2 episodios   |            |            |                  |                                                                             |
| 2014               | Mr Selfridge                 | Roxy Starlet                                                    | Serie de TV - Episodio #2.8 |            |            |                  |                                                                             |
| 2017-2018          | Star Wars: Forces of Destiny | Rey                                                             | Serie de TV - 7 episodios   |            |            |                  |                                                                             |
| 2018               | Star Wars Rebels             | Rey (voz)                                                       | Serie de TV - 1 episodios   |            |            |                  |                                                                             |
| 2020               | RuPaul's Drag Race           | Juez invitado                                                   | Temporada 12 - episodio 10  |            |            |                  |                                                                             |
| (Fuente: IMDb.com) |                              |                                                                 |                             |            |            |                  |                                                                             |
|                    |                              |                                                                 |                             |            |            |                  |                                                                             |

### Videos musicales
| 2013 | «Lights On» | Wiley | Kim |

## Videojuegos
| 2015 | Disney Infinity 3.0               | Rey (voz)       |
| 2016 | Lego Star Wars: The Force Awakens | Rey (voz)       |
| 2017 | Star Wars Battlefront II          | Rey (voz)       |
| 2020 | The Dawn of Art                   | Narradora (voz) |
| 2021 | Twelve minutes                    | Mujer (voz)     |

## Teatro
| 2010 | The Boy Friend (Musical) | Nancy |  |
| 2012 | Dominoes                 | Daisy |  |

## Premios y nominaciones
| Año  | Premio                                 | Categoría                          | Trabajo nominado                                    | Resultado | Ref(s) |
| ---- | -------------------------------------- | ---------------------------------- | --------------------------------------------------- | --------- | ------ |
| 2015 | Zed Fest Film Festival                 | Actuación Destacada                | Scrawl                                              | Ganadora  | [ 69 ] |
| 2015 | Florida Film Critics Circle            | FCC Breakout Award                 | Star Wars: Episodio VII - El despertar de la Fuerza | Ganadora  | [ 70 ] |
| 2016 | Central Ohio Film Critics Association  | Artista de película revelación     | Star Wars: Episodio VII - El despertar de la Fuerza | Nominada  | [ 71 ] |
| 2016 | Georgia Film Critics Association       | Premio revelación                  | Star Wars: Episodio VII - El despertar de la Fuerza | Nominada  | [ 72 ] |
| 2016 | Alianza de Mujeres Periodistas de Cine | Mejor estella de acción            | Star Wars: Episodio VII - El despertar de la Fuerza | Nominada  | [ 73 ] |
| 2016 | Alianza de Mujeres Periodistas de Cine | Actuación revelación               | Star Wars: Episodio VII - El despertar de la Fuerza | Nominada  | [ 73 ] |
| 2016 | Nickelodeon Kids' Choice Awards        | Actriz de Cine Favorita            | Star Wars: Episodio VII - El despertar de la Fuerza | Nominada  | [ 74 ] |
| 2016 | Premios Empire                         | Mejor novata                       | Star Wars: Episodio VII - El despertar de la Fuerza | Ganadora  | [ 75 ] |
| 2016 | MTV Movie & TV Awards                  | Mejor actuación                    | Star Wars: Episodio VII - El despertar de la Fuerza | Nominada  | [ 76 ] |
| 2016 | MTV Movie & TV Awards                  | Mejor Héroe                        | Star Wars: Episodio VII - El despertar de la Fuerza | Nominada  | [ 76 ] |
| 2016 | MTV Movie & TV Awards                  | Mejor Actuación Revelación         | Star Wars: Episodio VII - El despertar de la Fuerza | Ganadora  | [ 76 ] |
| 2016 | MTV Movie & TV Awards                  | Mejor pelea (con Adam Driver)      | Star Wars: Episodio VII - El despertar de la Fuerza | Nominada  | [ 76 ] |
| 2016 | Premios Saturn                         | Mejor actriz                       | Star Wars: Episodio VII - El despertar de la Fuerza | Nominada  | [ 77 ] |
| 2016 | Teen Choice Awards                     | Actriz de Ciencia Ficción/Fantasía | Star Wars: Episodio VII - El despertar de la Fuerza | Nominada  | [ 78 ] |
| 2016 | Teen Choice Awards                     | Mejor Química (con John Boyega)    | Star Wars: Episodio VII - El despertar de la Fuerza | Nominada  | [ 78 ] |
| 2016 | Teen Choice Awards                     | Revelación                         | Star Wars: Episodio VII - El despertar de la Fuerza | Ganadora  | [ 78 ] |
| 2018 | Premios Empire                         | Mejor actriz                       | Star Wars: Episodio VIII - Los últimos Jedi         | Ganadora  | [ 79 ] |
| 2018 | Nickelodeon Kids' Choice Awards        | Actriz favorita                    | Star Wars: Episodio VIII - Los últimos Jedi         | Nominada  | [ 80 ] |
| 2018 | MTV Movie & TV Awards                  | Mejor actuación                    | Star Wars: Episodio VIII - Los últimos Jedi         | Nominada  | [ 81 ] |
| 2018 | MTV Movie & TV Awards                  | Mejor Héroe                        | Star Wars: Episodio VIII - Los últimos Jedi         | Nominada  | [ 81 ] |
| 2018 | Saturn Awards                          | Mejor actriz                       | Star Wars: Episodio VIII - Los últimos Jedi         | Nominada  | [ 82 ] |
| 2018 | Teen Choice Awards                     | Mejor actriz de Fantasía           | Star Wars: Episodio VIII - Los últimos Jedi         | Nominada  | [ 83 ] |
| 2018 | Teen Choice Awards                     | Mejor Actriz de Drama              | Murder on the Orient Express                        | Nominada  | [ 83 ] |